# Философия индуизма
Философия индуизма — термин, означающий различные философские системы, восходящие к единому «идеологическому источнику» — комплексу идей и понятий, более или менее присущих различным школам и системам индуизма.
Философия индуизма развивалась на Индийском субконтиненте на протяжении более двух тысячелетий после окончания ведийского периода. На её основе появились шесть основных ортодоксальных, теистических школ индийской, или индуистской философии, называемых астика (санскр. — «Признающие авторитет Вед»). Эти школы впоследствии отождествились с классическим индуизмом, который развился из древней ведийской религии.

## Даршаны
Философия индуизма делится на шесть ортодоксальных философских школ, или даршан, которые перечисляются ниже.
Слово «даршана» на санскрите имеет ряд значений, одно из которых означает «воззрения» (система воззрений). Даршанами названы и шесть философских школ, которые, как принято считать, вытекают из философии и религиозной практики, восходящей к эпохе Вед и ведического периода. В отличие от «настиков», не признающих авторитет Вед (буддизм, джайнизм, локаята-чарвака) даршаны астики основаны на признании Абсолюта (Брахмана, могущего принимать формы главных Богов индуизма) как Единого начала Вселенной, авторитета Вед и т. д.

### Санкхья
Санкхью принято считать древнейшей из ортодоксальных философских систем в индуизме, создание которой приписывается мудрецу Капиле. В санкхье утверждается, что всё на самом деле происходит от взаимодействия пуруши (духа или души) и пракрити (материи, творческой потенции, энергии). Существует бесконечное количество душ, обладающих индивидуальным сознанием. Пракрити или материи, присущи три основных качества: устойчивость (саттва), действие (раджас), и бездействие (тамас), которые известны как три гуны материальной природы. Взаимодействие душ и гун природы является причиной деятельности в материальном мире. Освобождение (мокша) достигается после того, как душа освобождается от влияния гун материальной природы. Хотя санкхья является дуалистической философией, существуют определённые различия между санкхьей и другими формами дуализма. На Западе, дуализм существует между умом и телом, тогда как в санкхье — между «Я» и материей. Понятие «Я» в санкхье по мнению ряда исследователей  имеет некоторое сходство с западной концепцией ума. Принято считать, что изначально санкхья была атеистической философией, которая позднее испытала влияние йоги и развилась в теистическое направление индийской философии.

### Йога
В индийской философии йога является одной из шести ортодоксальных философских школ. Основоположником этой школы в Индии считается Патанджали. Хотя на практике он лишь систематизировал накопленный к тому времени теоретический и практический опыт и изложил его в тексте «Йога-сутры».
Философская система йоги очень близко связана со школой санкхья. Принимая психологию и метафизику санкхьи, йога является более теистической школой нежели санкхья, о чём свидетельствует добавление Божественного Существа к двадцати пяти элементам санкхьи. Йога и санкхья очень близки друг к другу; по этому поводу Макс Мюллер говорил, что «в общественном мнении две философии различались как санкхья с Богом и санкхья без Бога». Тесную связь между санкхьей и йогой также объясняет Генрих Циммер:
Обе философии считаются в Индии близнецами, разными аспектами одной дисциплины. Санкхья обеспечивает основное теоретическое объяснение человеческой природы, перечисляя и давая определение её элементам, анализируя способы их взаимодействия в обусловленном состоянии (бандха), и описывая их состояние в освобождённом состоянии мокши, в то время как йога посвящена специфически определению движущей силы процесса освобождения, описанию практических методов для достижения этого освобождения...
Основным текстом школы йоги являются «Йога-сутры» Патанджали.

### Ньяя
Философская школа ньяя базируется на «Ньяя-сутрах», которые были составлены Акшападой Гаутамой предположительно во II веке до н. э. Наиболее важным вкладом данной школы в развитие философии индуизма была её методология, которая основывалась на системе логики, впоследствии принятой большинством индийских философских школ. Это можно сравнить с отношением между западной наукой и философией, которая в основном произошла от аристотелевской логики.
Своими приверженцами ньяя рассматривалась как нечто гораздо большее чем просто логика. Последователи ньяи верили в то, что обретение истинного знания было единственным путём для освобождения от страданий, и предприняли все усилия для определения источников этого истинного знания, учась отличать его от ложных предположений и взглядов. В ньяе существуют четыре источника знания: восприятие (пратьякша), умозаключение (анумана), сравнение (упамана), и слово авторитета или доказательства (шабда). Знание, обретаемое из одного из этих источников может быть истинным или неистинным. Ньяя определяет несколько критериев истинности. В этом смысле, ньяя представляет собой наиболее близкий индийский эквивалент аналитической философии. Поздние ньяики, в ответ по своей сути атеистическому буддизму, давали логические доказательства существования единственного в своём роде Ишвары. Значимым более поздним развитием в философии ньяи была система навья-ньяя.

### Вайшешика
Школа вайшешики была основана риши Канадой и её отличал атомический плюрализм. Все объекты в материальной вселенной сводятся к определённым типам атомов, а Брахман рассматривается как изначальная сила, дающая этим атомам сознание.
Несмотря на то, что школа вайшешики вначале развивалась независимо от ньяи, из-за схожести своих метафизических концепций они впоследствии слились в одну. В своей классической форме, однако, школа вайшешики имеет одно значительное отличие от ньяи: там, где ньяя принимает четыре источника истинного знания, вайшешика принимает только два — восприятие и умозаключение.

### Миманса
Школа миманса (или ранняя, пурва-миманса) была основана Джаймини. Основной целью этой школы было установление авторитета Вед. Как следствие этого, наиболее ценным вкладом данной школы в развитие индуизма было формулирование правил интерпретации ведийского знания. Последователи мимансы полагают, что индивид должен обладать непоколебимой верой в Веды и регулярно проводить ведийские яджны — огненные жертвоприношения. Они верят в то, что сила ведийских мантр и огненных жертвоприношений поддерживает деятельность во Вселенной. Приверженцы мимансы придают большое значение дхарме, которая заключается для них в совершении ведийских ритуалов.
Школа мимансы принимала логические и философские учения других школ, но считала, что они не уделяли достаточного внимания правильной деятельности. Последователи мимансы полагали, что другие философские школы, основной целью которых являлась мокша, не предоставляли возможность полного освобождения от материальных желаний и ложного эго, по причине того, что стремились к освобождению просто основываясь на одном желании его достижения. Согласно мимансе, мокши можно достичь только посредством деятельности в соответствии с предписаниями Вед.
Позднее школа мимансы изменила свои взгляды и стала проповедовать доктрины Брахмана и свободы. Её последователи утверждали возможность освобождения души от оков материального существования посредством чистой, духовной деятельности. Влияние мимансы присутствует в практике современного индуизма, в особенности в том что касается ритуалов, церемоний и законов, которые испытали на себе значительное её влияние.

### Веданта
Веданта, или поздняя, уттара-миманса, сосредоточена не на ритуальных предписаниях Брахман, а на философии, изложенной в Упанишадах.
В то время как традиционные ведийские ритуалы продолжали практиковаться, также начало развиваться понимание, более сориентированное на знании (джнане). Это были мистические аспекты ведийской религии, которые основывались на медитации, самодисциплине и духовном развитии, а не на ритуальных практиках.
Более философски сложная система веданты отражает основную сущность Вед, изложенную в Упанишадах. Веданта во многом основана на ведийской космологии, гимнах и философии. Одна из древнейших Упанишад, «Брихад-араньяка-упанишада», датируется приблизительно X веком до н. э. Существует канон Упанишад, называемый муктика, состоящий из 108 Упанишад, из которых 11 составляют канон мукхья и рассматриваются как наиболее древние и значимые. Одним из основных вкладов ведантической мысли можно считать идею неотличности индивидуального сознания от сознания Верховного Брахмана.
Афоризмы «Веданта-сутр» представлены в загадочном, поэтическом стиле, который позволил самую различную их интерпретацию. Как следствие этого, веданта разделилась на шесть школ, каждая из которых дала своё толкование текстов и создала к ним свои собственные комментарии. Некоторые из них описываются ниже.

#### Адвайта
Адвайта часто рассматривается как наиболее известная из всех школ веданты. Адвайта в буквальном переводе означает «недвойственность». Её основоположником принято считать Шанкару (788—820), который продолжил философскую линию некоторых учителей Упанишад, в частности линию своего парама-гуру Гаудапады. Анализируя три стадии опыта, он установил единственную реальность Брахмана, в которой индивидуальная душа и Брахман едины и неотличимы. Личностный аспект Бога, Ишвара, выступает как манифестация Брахмана для материального ума индивида, ещё находящегося под влиянием иллюзорной потенции, называемой авидья.

#### Вишишта-адвайта
Рамануджа (1040 — 1137) выступил основным поборником концепции Всевышнего как имеющего определённые форму, имя и атрибуты. Он рассматривал Вишну как изначальную, личностную форму Абсолюта и учил, что реальность проявляется в трёх аспектах, как Вишну, как душа (джива), и как материя (пракрити). Из этих трёх, только Вишну обладает полной независимостью — от него зависит существование джив и пракрити. Поэтому, философская система Рамануджи известна как «особый монизм».

#### Двайта
Как и Рамануджа до него, Мадхвачарья (1238 — 1317) отождествил Брахман с Вишну, но его видение реальности отличалось плюрализмом. Согласно двайте, существует три основных реальности: Вишну, джива и пракрити, между которыми существуют пять основных различий:
1. Вишну отличен от джив
2. Вишну отличен от пракрити
3. Дживы отличны от пракрити
4. Каждая джива отлична от другой дживы
5. Пракрити отлична от другой пракрити

Дживы вечны по своей природе и всегда зависят от воли Вишну. Это богословие пытается разрешить проблему зла тем, что души вечны и никогда не были сотворены.

#### Двайта-адвайта (бхеда-абхеда)
Основоположником двайта-адвайты был вайшнавский философ XIII века Нимбарка, который предположительно был родом с территории современного штата Андхра-Прадеш. Согласно его философской системе, существует три категории реальности: Брахман, душа, и материя. Душа и материя отличаются от Брахмана тем, что они обладают другими, ограниченными, атрибутами и возможностями. Брахман вечно независим, тогда как душа и материя всегда находятся в зависимом положении. Таким образом, душа и материя в своём существовании отдельны от Брахмана, но при этом зависимы от него. Брахман выступает как верховный управляющий, душа — как наслаждающийся, а материя — как объект наслаждения. Высшими объектами поклонения выступают Кришна и его вечная возлюбленная Радха, всегда находящиеся в окружении тысяч девочек-пастушек гопи в своей небесной обители Голока Вриндаване. Поклонение Радхе и Кришне основывается на полной и самозабвенной преданности и любовном служении (бхакти). В двайта-адвайте, Радха-Кришна являются женской и мужской ипостасями Бога — изначальным источником безличного Брахмана и всего мироздания.

#### Шуддха-адвайта
Основоположником шуддха-адвайты был Валлабха (1479 — 1531), который был родом из региона Андхры, но впоследствии обосновался в Гуджарате. В шудха-адвайте, также как и в двайта-адвайте, Кришна-бхакти выступает как единственный способ для обретения мокши, которая заключается в достижения вечной обители Кришны в духовном мире — планеты Голока Вриндаваны. Утверждается, что эта планета, также как и все её обитатели, обладает природой сат-чит-ананда и является местом, где вечно осуществляются духовные игры Кришны и его спутников.

#### Ачинтья-бхеда-абхеда
Основоположник философской системы ачинтья-бхеда-абхеды («непостижимого единства и различия») Чайтанья Махапрабху (1486 — 1534) сформулировал философию, представлявшую собой синтез между монистическими и дуалистическими концепциями. Он утверждал, что джива одновременно отлична и тождественна Кришне, которого Чайтанья определил как изначальную верховную форму Бога в индуизме. Согласно Чайтанье, эта не поддающаяся пониманию человеческого ума природа Бога, может быть осознана посредством практики процесса «любовного преданного служения» бхакти или бхакти-йоги. Эта концепция «непостижимого единства и различия» лежит в основе современных гаудия-вайшнавских движений, в том числе Международного общества сознания Кришны (ИСККОН).